# Proshchaniya Bay
Die Proshchaniya Bay (russisch Бухта Прощания Buchta Proschtschanija, deutsch ‚Lebe-wohl-Bucht‘) ist eine Bucht im Schelfeisgürtel vor der Prinzessin-Martha-Küste des ostantarktischen Königin-Maud-Lands. Sie liegt auf der Südwestseite der Neupokoyev Bight.
Norwegische Kartographen kartierten sie anhand von Luftaufnahmen, die zwischen 1958 und 1959 bei der Dritten Norwegischen Antarktisexpedition (1956–1960) entstanden. Sowjetische Wissenschaftler kartierten sie 1961 erneut und gaben ihr ihren Namen. Das Advisory Committee on Antarctic Names übertrug die russische Benennung 1970 in einer Teilübersetzung ins Englische.